# Bil'arab bin Sultan
Bil'arab bin Sultan (arabe : بلعرب بن سلطان اليعربي) (mort en 1692) est le troisième Imam de la dynastie yarubide d'Oman, membre de la secte ibadite. Il règne de 1679 à 1692.

## Biographie
Bil'arab bin Sultan accède à l'imamat en 1679 après la mort de son père, Sultan bin Saif. Cela confirme que la succession est désormais héréditaire, puisque son père avait également succédé dynastiquement, tandis que dans la tradition ibadite, l'Imam était élu. Il est connu pour avoir construit un magnifique fort à Jabrin. La majeure partie de son règne est occupée par un conflit avec son frère, Saif bin Sultan, qui lui succède lorsque Bil'arab bin Sultan meurt à Jabrin en 1692.

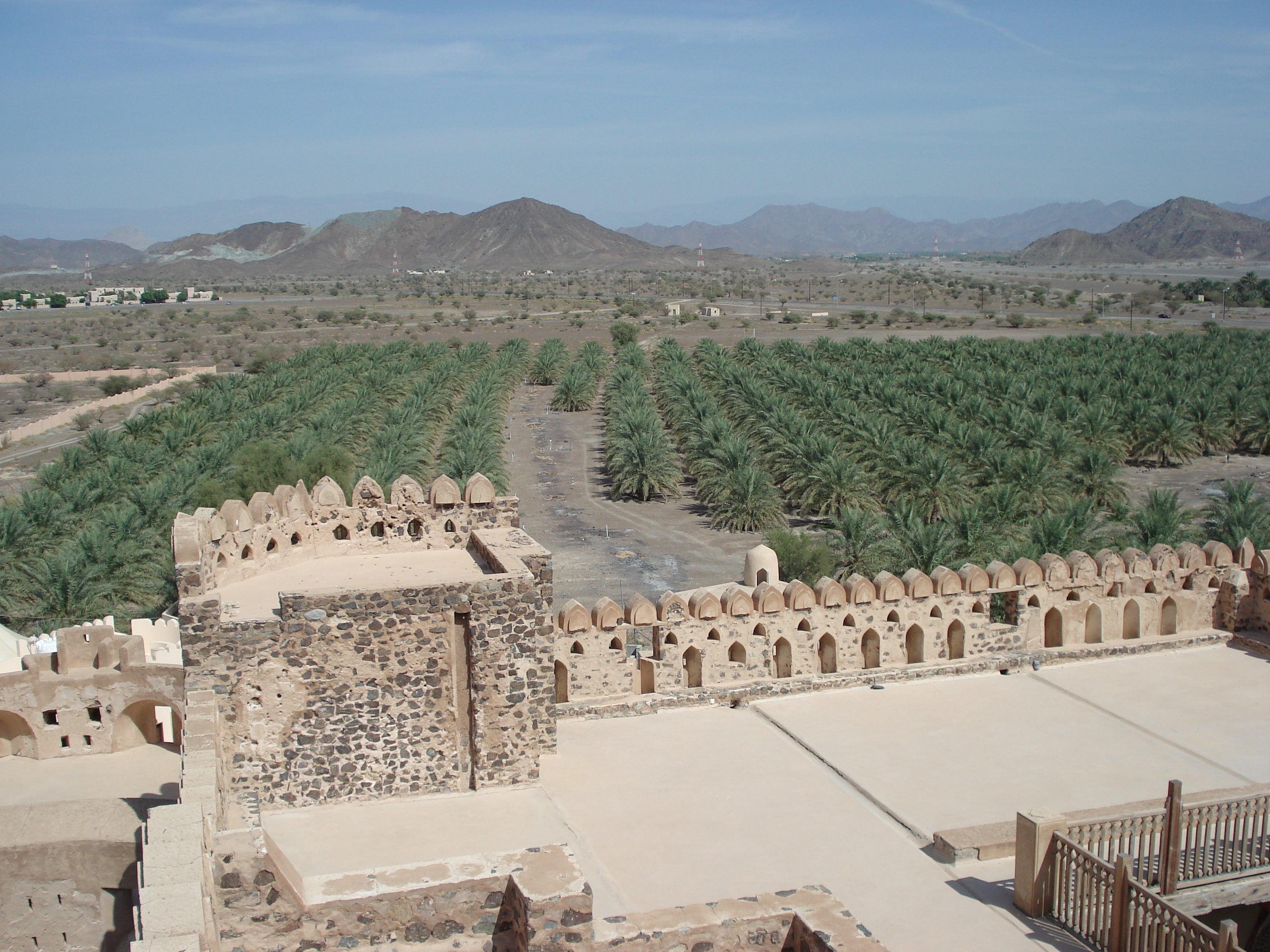
Vue du château de Jabrin

### Citations
1. ↑  Thomas 2011, p. 222.

### Sources
- Gavin Thomas, The Rough Guide to Oman, Penguin, 1er novembre 2011 (ISBN 978-1-4053-8935-8, lire en ligne)